# Демократи Андорри
Демократи Андорри (кат. Demòcrates per Andorra) — урядова політична партія в Андоррі.
Під час загальних виборів до парламенту країни 2011 року партія виступала як головна опозиційна сила країни у складі «Реформаторської коаліції», яка програла вибори 2009 року, проте здобула 20 місць із 28 можливих у Генеральній раді долин, цей показник є найбільшим з часів прийняття андоррської конституції у 1993 році.
Партія сформувалась в результаті об'єднання Ліберальної партії та партії Новий Центр й частково Соціал-демократичної партії.
Чинний лідер партії — Антоні Марті Петіт, який займає пост голови уряду Андорри.